# 消寒詩社
消寒詩社是清朝嘉庆道光年间以翰林院官员为主的文人在北京进行的文学性结社活动。因活動地點在宣武門外宣南地區，又稱宣南詩社、宣南诗会、城南吟社等。
消寒詩社的主要活动是作诗，也兼谈经学。内容基本上是歌咏生平，诗歌推崇宋诗，散文宗桐城派，总体上是保守的。
这个组织曾经被误认为维新的先声，甚至南社的先驱，具有反帝国主义性质。事实上，虽然林则徐曾短时加入，但关系并不深。龚自珍、魏源等则根本未参与活动。

## 主要成员
主要成员有顾莼、夏修恕、程恩泽、陶澍、朱珔、吴椿、梁章钜、潘曾沂等。

## 歷史
嘉慶九年（1804年）翰林院庶吉士陶澍等組織消寒詩社，成員有朱珔、吳椿、洪介亭等，皆嘉慶七年（1802年）同年進士。活動內容為消寒（圍爐飲酒，迭為賓主）、賞菊、憶梅、試茶。嘉慶十年因陶澍返歸湖南安化家鄉，宣南詩社停止活動。
嘉慶十九年（1814年）冬，翰林院編修董國華出面再組，參加者有陶澍、朱珔、胡承珙、李彥章、梁章鉅、劉嗣綰、周之琦等。林則徐曾參加宣南詩社。
道光元年（1821年），潘曾沂應邀加入詩社，仿洛陽九老會，有九人為代表，後潘曾沂請王學浩繪《宣南詩社圖卷》，詩社又告停歇。
道光十一年（1831年）徐寶善再發起詩社，舉行消寒集會，有卓秉恬等人參加。

## 評價
胡承珙說:“間旬日一集，集必有詩。嗣是歲率舉行，或春秋佳日，或長夏無事，亦相與命儔嘯侶，陶詠終夕，不獨消寒也；尊酒流連，談劇間作，時復商榷古今，上下其議論，足以祛疑蔽而泯異同，並不獨詩也。”